# Paul Thénard

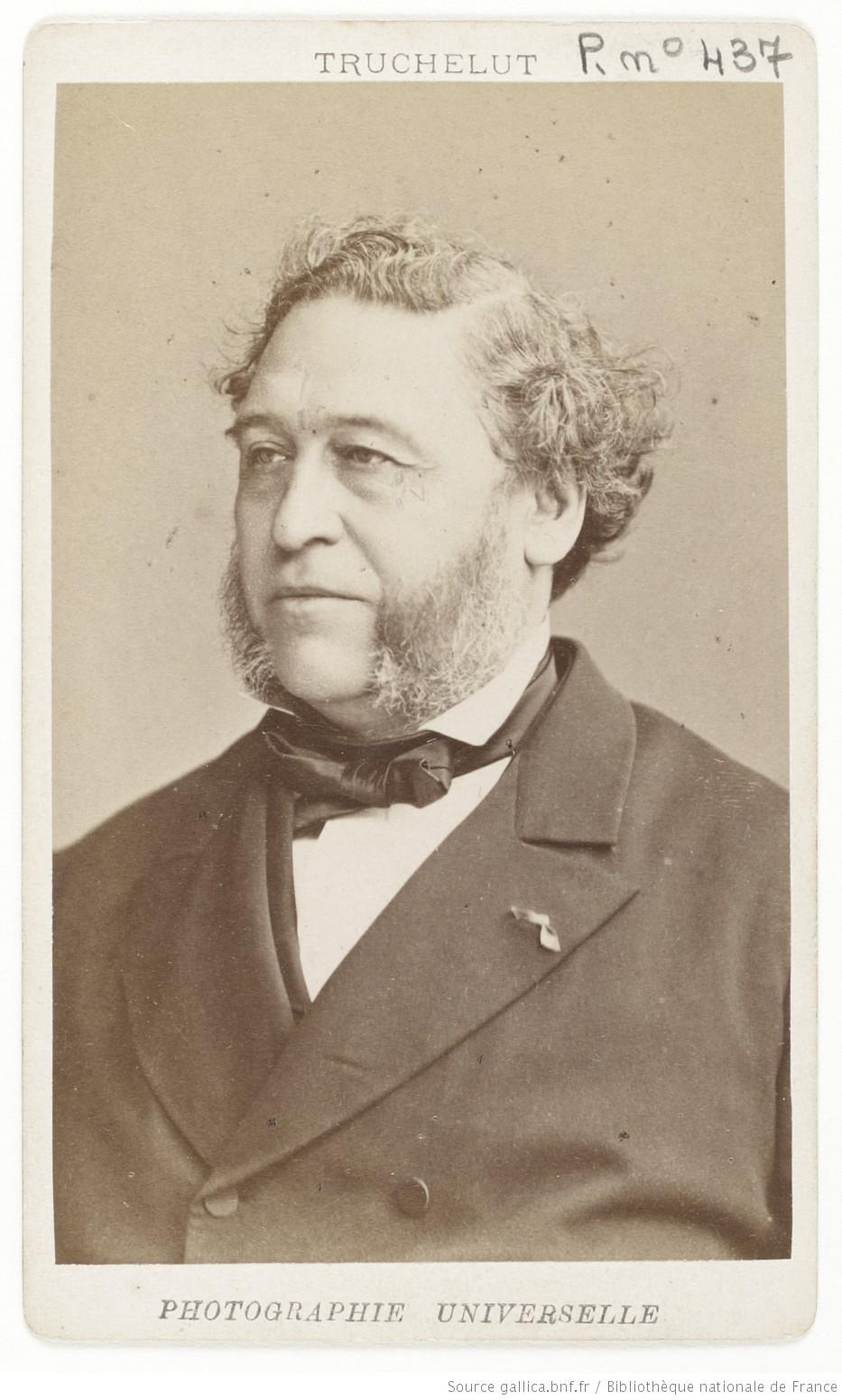
Paul Thénard

Paul Thénard, Baron Thénard, (* 6. Oktober 1819 in Paris; † 8. August 1884 in Talmay) war ein französischer Chemiker und Agronom. Er ist bekannt für die Bekämpfung der Reblaus. Er trug damit zum Überleben der Weinstöcke der Bourgogne bei, bis die Entwicklung und der Import resistenter amerikanische Rebsorten die endgültige Rettung brachte.

## Biografie
Paul Thénard war der Sohn des Chemikers Louis Thénard, über den er 1850 eine Biografie veröffentlichte. Er heiratete 1842 die Gutsbesitzerstochter Bonne-Isaure Françoise Derrion-Duplan und begann sich für die chemische Analyse von Böden für den Weinbau zu interessieren (das Gut lag bei Givry). Seine Frau erbte 1847 Besitz bei Talmay in der Côte d’Or, wo sich Thénard niederließ. Neben dem Weinbau befasste er sich mit Methoden die Böden für die Landwirtschaft zu verbessern. 1852 bis 1866 war er Bürgermeister von Talmay. Er war 1852 bis 1856 Vertreter des Kantons Pontailler-sur-Saône in der Bezirksversammlung und bis 1871 im Conseil départemental de la Côte-d’Or. 1870 war er im Deutsch-Französischen Krieg mehrere Monate in Bremen interniert. Seine Nachkommen besitzen noch heute das Schloss Talmay.
Bei Aufkommen der Reblaus zuerst an der Rhone (1863), dann 1875 in Saône-et-Loire und 1878 an der Côte-d’Or entwickelte er eine Methode, diese durch Impfen mit Schwefelkohlenstoff an den Wurzeln zu bekämpfen. Aber erst die Einfuhr resistenter amerikanischer Weinsorten, auf die die einheimischen Sorten aufgepropft wurden, schuf die Rettung. Daran war sein Sohn Arnaud beteiligt.
1845 zeigte er, dass es Phosphorwasserstoff (entdeckt 1789) außer in gasförmiger in fester und flüssiger Form gibt.
1864 wurde er Mitglied der Académie des sciences und 1847 Ritter der Ehrenlegion.

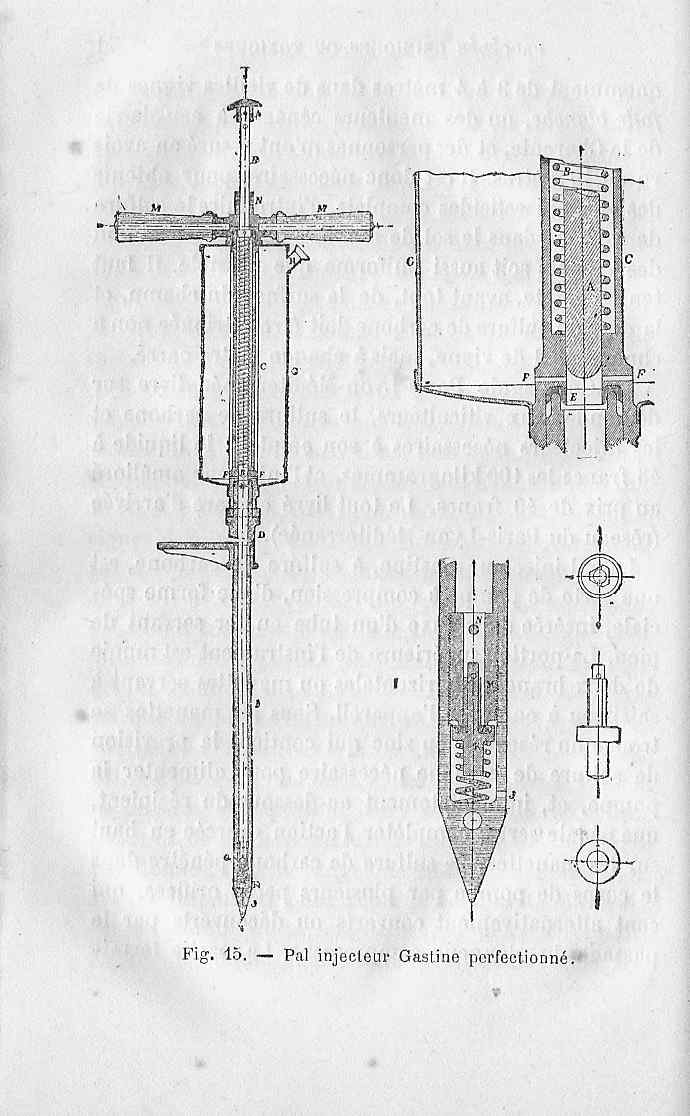
Impfspritze für Weinstöcke gegen die Reblaus von Thénard